# 외보

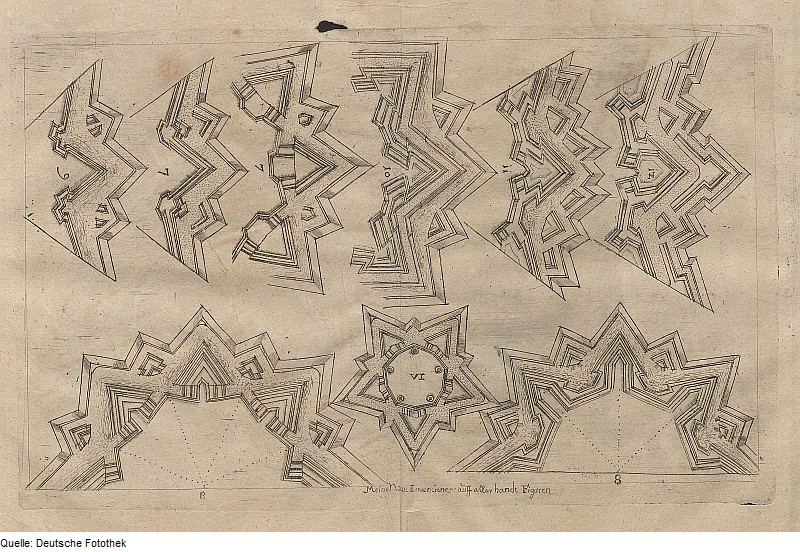
다양한 형태의 외보.

외보(外堡, outwork)는 주요 방어시설의 외부에 만들어지는 부차적 방어시설이다. 보루와 요새를 방어하기 위한 반월보, 안경보 등의 외보는 16세기에 발전했다.